# Nibelungos
Os Nibelungos são, na mitologia nórdica, um povo formado por anões.[carece de fontes?] Eles habitavam Niflheim, também chamada de Mistland, ou Terra das Neblinas.[carece de fontes?] Era em Niflheim, terra gelada e esquecida, onde moravam aqueles que não morreram em batalhas, juntamente com anões e gigantes, e onde se enterravam as raízes da gigantesca árvore YggDrasil.[carece de fontes?]
Os Nibelungos eram possuidores de um místico anel, que dava ao seu portador poderes impressionantes. Seu rei era Alberich, possuidor de uma mina escavada muito longe, por baixo das montanhas, e que roubou o tesouro das ninfas do Reno. São habitantes do norte gelado de Niflheim, a que estava ligada uma maldição, que foi aplicada também aos Burgundos, que, por intermédio de Siegfried, se apoderaram deste tesouro.
O assunto foi tratado em várias obras medievais, das quais sobressai o Nibelungenlied (Canção dos Nibelungos). O Nibelungenlied é o mais famoso épico da literatura em alto-alemão médio e é um excelente exemplo da epopeia heróica europeia, comparável à saga grega Troia. Foi escrito em 1200 por um poeta desconhecido no corte do bispo de Passau, Wolfger de Erla. As obras nórdicas Thidrekssaga, Ältere Edda, Saga dos Volsungos e Jüngere Edda também foram escritos em 1200.

## A Saga dos Nibelungos
Na primeira parte Siegfried chega à corte dos Burgundos, casa com Kriemhild e auxilia o rei Gunther a vencer as provas impostas por Brünhild a quem pretendesse desposá-la. Quando Brünhild, mais tarde, toma conhecimento deste facto, incita Hagen, vassalo do rei Gundahar, a matar Siegfried.
A segunda parte baseia-se em acontecimentos históricos: a derrota dos Burgundos pelos Hunos em 437 e a morte de Átila em 453. Etzel (Átila), rei dos Hunos, casado com Kriemhild, desejando apoderar-se do tesouro dos Burgundos, convida à sua corte os cunhados. No Nibelungenlied, contrariamente a outras versões, Kriemhild torna-se adversária dos irmãos e colabora na destruição dos Burgundos, vingando, assim, a morte de Siegfried.
Nas versões nórdicas sobressai a mitologia germânica.
No século XIX o assuntos dos Nibelungos despertou o interesse de escritores que lhe deram nova configuração: são dignos de menção o drama de Friedrich de la Motte Fouqué Der Held des Nordens (1808-1810) e a trilogia dramática de Friedrich Hebbel Die Nibelungen (1862).
A obra mais notável dentro desta tradição é a tetralogia dramático-musical de Richard Wagner Der Ring des Nibelungen (1863). Friedrich Rückert, Friedrich Hieronymus Münchhausen (Barão de Münchhausen) e Agnes Miegel foram autores de baladas e poesias monologadas baseadas em cenas do Nibelungenlied. Já no século XX, Paul Ernst e Max Mell apresentaram versões dramáticas deste assunto.